# Вот-Чір (Айова)
Вот-Чір (англ. What Cheer) — місто (англ. city) в США, в окрузі Кіокак штату Айова. Населення — 607 осіб (2020).

## Географія
Вот-Чір розташований за координатами 41°24′1″ пн. ш. 92°21′26″ зх. д. / 41.40028° пн. ш. 92.35722° зх. д. (41.400348, -92.357088).  За даними Бюро перепису населення США в 2010 році місто мало площу 3,21 км², з яких 3,17 км² — суходіл та 0,05 км² — водойми.

## Демографія
Згідно з переписом 2010 року, у місті мешкало 646 осіб у 293 домогосподарствах у складі 164 родин. Густота населення становила 201 особа/км².  Було 347 помешкань (108/км²).
Расовий склад населення:
| - 98,6 % — білих - 0,2 % — корінних американців - 0,2 % — азіатів |

До двох чи більше рас належало 0,9 %. Частка іспаномовних становила 0,2 % від усіх жителів.
За віковим діапазоном населення розподілялося таким чином: 23,2 % — особи молодші 18 років, 54,5 % — особи у віці 18—64 років, 22,3 % — особи у віці 65 років та старші. Медіана віку мешканця становила 45,3 року. На 100 осіб жіночої статі у місті припадало 91,7 чоловіків;  на 100 жінок у віці від 18 років та старших — 93,0 чоловіків також старших 18 років.
Середній дохід на одне домашнє господарство  становив 35 656 доларів США (медіана — 31 518), а середній дохід на одну сім'ю — 38 104 долари (медіана — 33 676). Медіана доходів становила 35 385 доларів для чоловіків та 21 932 долари для жінок. За межею бідності перебувало 30,7 % осіб, у тому числі 54,1 % дітей у віці до 18 років та 3,4 % осіб у віці 65 років та старших.
Цивільне працевлаштоване населення становило 272 особи. Основні галузі зайнятості: виробництво — 25,0 %, освіта, охорона здоров'я та соціальна допомога — 17,3 %, роздрібна торгівля — 15,8 %.